# Строганов, Василий Иванович
Васи́лий Ива́нович Стро́ганов (1905—1952) — советский ученый юрист, директор Саратовского юридического института (1948—1949), заведующий кафедрой теории и истории государства и права.

## Биография
Строганов Василий Иванович родился в 1905 году в семье рабочего.
- 1919 год — вступает в комсомол.
- 1924 год — член ВКП(б)
- 1927 год — оканчивает Тверской рабфак (специальность — рабочий-стекольщик).
- 1930 год— оканчивает Ленинградский институт советского права.
- 1934 год — оканчивает отделение советского строительства Ленинградского института красной профессуры, после чего ведет преподавательскую работу, работает главным редактором издательства Ленсовета.
- 1935—1937 годы — заведующий кафедрой теории и истории государства и права Саратовского юридического института.
- 1937 год — репрессирован, арестован и осужден по ст. 58 УК РСФСР.
- 1941 год — полностью реабилитирован Верховным судом СССР и восстановлен в качестве старшего преподавателя Саратовского юридического института.
- 1944 — 1948 годы — заведующий кафедрой теории и истории государства и права Саратовского юридического института.
- 3 марта 1948 года — 16 апреля 1949 года — директор Саратовского юридического института.

В последние годы жизни серьезно болел, на здоровье сказалось лагерное прошлое.
Умер в 1952 году Саратове.

## Публикации
- Любкин В. Б. Основы судебной бухгалтерии / отв. ред. В. И. Строганов. — Саратов: Издательство «Рабочий транспорта», 1948. — 298 с.
- Саратовский юридический институт имени Д. И. Курского. Научная конференция: тезисы докладов / ред. Н. Б. Зейдер, И. В. Павлов, В. И. Строганов, А. П. Филиппов, А. П. Швецов. — Саратов: Коммунист, 1951. — 78 с.